# Víctor Escalera
Víctor Escalera (* 24. November 1967 in Ciudad Valles, San Luis Potosí) ist ein ehemaliger mexikanischer Fußballspieler auf der Position eines Stürmers.

## Laufbahn
Während der ersten sieben Jahre seiner Laufbahn als Fußballprofi stand Escalera bei den UANL Tigres unter Vertrag. In den nächsten vier Jahren war Escalera für jeweils eine Saison bei den in der zweiten mexikanischen Liga spielenden Vereinen Tampico-Madero FC, CD Zacatepec und Marte Morelos im Einsatz und erlebte in der Zwischenzeit (1994/95) den persönlichen Höhepunkt seiner Fußballerkarriere, als er noch einmal bei einem Erstligisten unter Vertrag stand. Zwar absolvierte Escalera in jener Spielzeit nur zwei Einsätze für den Club Necaxa, gehörte aber zum Kader der Mannschaft, die die mexikanische Fußballmeisterschaft gewann.
Seinen einzigen Länderspieleinsatz für die mexikanische Nationalmannschaft absolvierte Escalera in einem am 17. April 1991 ausgetragenen Freundschaftsspiel gegen Costa Rica, das torlos endete.

## Erfolge
- Mexikanischer Meister: 1994/95